# (18292) Zoltowski
(18292) Zoltowski est un astéroïde de la ceinture principale.

## Description
(18292) Zoltowski est un astéroïde de la ceinture principale. Il fut découvert le 17 mars 1977 à Harvard par l'observatoire de l'université Harvard. Il présente une orbite caractérisée par un demi-grand axe de 2,95 UA, une excentricité de 0,07 et une inclinaison de 2,7° par rapport à l'écliptique.

## Compléments